# Хадан (станция метро)
«Хадан» (кор. 하단역) — подземная станция Пусанского метро на Первой линии. Она представлена двумя боковыми платформами. Станция обслуживается Пусанской транспортной корпорацией. Расположена в квартале Хадан-дон муниципального района Саха-гу Пусана (Южная Корея). На станции установлены платформенные раздвижные двери.
Станция была открыта 23 июня 1994 года.
Открытие станции было совмещено с открытием участка 4-й очереди Первой линии длиной 6,4 км и ещё 5 станций: «Синпхён», «Танни», «Саха», «Кведжон» и «Тэтхи».